# Level 16
Level 16 è un film thriller di fantascienza canadese del 2018, scritto e diretto da Danishka Esterhazy. La storia segue un gruppo di ragazze che vivono in una "scuola" dove vengono educate a diventare giovani donne perfette per le famiglie che, secondo quanto detto loro, le adotteranno un giorno. Due ragazze uniscono le forze per scoprire la verità sulla loro prigionia.

## Trama
In un collegio isolato e senza finestre chiamato Vestalis, gestito con rigorosa precisione militare, le ragazze vivono su livelli numerati e vengono educate a seguire le "virtù femminili" di obbedienza, pulizia, pazienza, gentilezza, umiltà, lealtà e modestia, evitando al contempo i "vizi" come la rabbia, la curiosità e la sentimentalità. Viene loro detto che la scuola le protegge dall'aria tossica del mondo esterno e che le lezioni le preparano per l'adozione da parte di membri dell'alta società, i quali accetteranno solo ragazze "pure". Chi infrange le regole viene portato ai livelli inferiori per la punizione, un destino che tutte temono profondamente.
Le migliori amiche, Sophia e Vivien, si allineano con le altre ragazze del Livello 10 per lavarsi il viso davanti a una telecamera, nel tempo assegnato e rigidamente controllato. Vivien esce dalla fila per aiutare Sophia, che ha fatto cadere il suo barattolo di crema per il viso, superando così il limite di tempo. Le guardie arrivano immediatamente e trascinano via Vivien, che urla e piange terrorizzata.
Anni dopo, Vivien e altre ragazze vengono trasferite al Livello 16 (l'ultimo livello). Qui si riunisce con Sophia per la prima volta dal Livello 10. Sophia la avverte di non prendere le vitamine quotidiane, che in realtà sono potenti sedativi. Quella notte, fingendo di dormire, Vivien e un'altra ragazza, Olivia, vengono trasportate dalle guardie in un salotto. Lì, Miss Brixil, la direttrice della struttura, le presenta a una coppia anziana, che sceglie Vivien e fa piani per acquistarla. Una volta riportata nel dormitorio, Vivien riesce a scappare nel corridoio, ma scopre che la porta d’uscita richiede un pass per essere aperta. Durante la notte, diverse altre ragazze vengono portate nel salotto e poi riconsegnate. Intanto, Miss Brixil, parlando al telefono con una persona non identificata, esprime preoccupazione riguardo al comportamento di una guardia, Alex, avvertendo che non dovrebbe essere lasciato solo con le ragazze.
Per la prima volta, le ragazze del Livello 16 incontrano il medico della struttura, il dottor Miro, che le informa di un'epidemia febbrile in corso in alcuni settori e somministra loro un "vaccino". L'iniezione provoca eruzioni cutanee dolorose sulle braccia e induce una crisi epilettica in una ragazza. Miro si mostra inizialmente gentile con Vivien, ma quando lei tenta di esprimere i suoi dubbi, lui la seda con un'iniezione. Sophia informa Vivien che Alex, la guardia di cui Miss Brixil si preoccupava, visita segretamente il dormitorio e "tocca" le ragazze mentre dormono. Lei pianifica di aspettarlo, immobilizzarlo e rubargli il pass di sicurezza. Poco dopo, Ava denuncia Vivien per comportamento impuro, e quest'ultima viene rinchiusa in una piccola gabbia per la notte. Quella sera, Sophia attacca Alex quando entra nel dormitorio, gli ruba il pass, ma viene catturata prima di poter liberare Vivien.
Brixil e Miro annunciano alle ragazze di non aver trovato il pass rubato da Sophia e chiedono dove l'abbia nascosto. Non ottenendo risposte, Rita viene portata ai livelli inferiori per essere punita, con l'avvertimento che ogni giorno un'altra ragazza subirà la stessa sorte finché il pass non sarà restituito. Da soli, Brixil e Miro discutono delle difficoltà finanziarie della scuola e delle pressioni che ricevono da potenti criminali affinché producano risultati.
Durante la notte, Vivien scopre che Sophia aveva nascosto il pass dietro la sua testiera e fugge, liberando Sophia. Le due entrano in una stanza operatoria rudimentale piena di cadaveri, dove trovano Rita morta, con la pelle del viso rimossa. Vivien insiste per andarsene subito, ma Sophia si rifiuta di partire senza le altre. Mentre Sophia va ad avvisarle, Vivien trova un video nel salotto che rivela la verità: la struttura è in realtà una clinica per il ringiovanimento della pelle gestita da Miro. Le ragazze vengono allevate in un ambiente sterile, senza esposizione alla luce solare, affinché la loro pelle possa essere trapiantata su clienti facoltosi.
Sophia cerca di avvisare le altre ragazze, ma queste si mostrano diffidenti. Vivien porta Brixil davanti a tutte e la costringe a confessare la verità. Dopo averla rinchiusa in una scatola, guidano le altre ragazze fuori dalla struttura, inseguiti dalle guardie. Durante la fuga, Sophia rimane ferita, ma lei e Vivien riescono a nascondersi in un capanno. Quando le guardie non riescono ad aprire la porta di sicurezza, arriva Miro, che cerca di ingannare Vivien affinché si arrenda, rivelandole che i loro genitori biologici le avevano vendute alla struttura da neonate. Consapevole che Miro è interessato solo alla sua pelle, Vivien si incide il viso con un bisturi, lasciandolo scioccato. Poco dopo, un gruppo di sicari lo porta via per incontrare il capo dell'operazione, che ordina la sua esecuzione. Un colpo di pistola risuona: Miro è stato presumibilmente ucciso per aver perso il controllo della clinica.
Esauste, Sophia e Vivien si addormentano nel capanno e si risvegliano il mattino successivo, quando la porta viene abbattuta da una squadra di polizia e soccorritori. Le altre ragazze sono già state salvate, e le autorità sono consapevoli dei crimini di Miro e Brixil. Tenendosi per mano, Sophia e Vivien vengono condotte in salvo, mentre sperimentano per la prima volta la luce del sole.

## Produzione
Il film è stato girato a Toronto in una ex caserma della polizia del 1930. La location è poi stata aggiustata per essere adatta al film.
Viene rilasciato al festival internazionale del film di Berlino il 20 febbraio 2018. Per l'Italia viene rilasciato in DVD il primo marzo 2019 e al cinema il 27 maggio 2019.